# The Lost Boys
The Lost Boys  (Jóvenes ocultos en España, Los muchachos perdidos, Generación perdida o Jóvenes del mal en Hispanoamérica) es una película estadounidense de terror-comedia de 1987 dirigida por Joel Schumacher. La historia trata sobre una familia de Arizona que se traslada a California y termina enfrentándose a una banda de vampiros jóvenes. Está protagonizada por Jason Patric, Corey Haim, Kiefer Sutherland, Jami Gertz, Corey Feldman, Dianne Wiest, Edward Herrmann, Alex Winter, Jamison Newlander y Barnard Hughes.

## Sinopsis
Sam (Corey Haim) y Michael Emerson (Jason Patric) son dos chicos americanos muy convencionales. Tras el divorcio de sus padres, se instalan con su madre en la tranquila ciudad de Santa Carla, California, donde corren rumores sobre vampiros. La personalidad de Michael cambia sensiblemente cuando empieza a ir con una banda de moteros cuyo líder es el carismático David (Kiefer Sutherland). A su madre Lucy (Dianne Wiest) no le gustaría nada saber en qué se está convirtiendo.

## Argumento
Tras un extraño y misterioso asesinato en una feria al comienzo de la película, los jóvenes Michael y Sam llegan con su madre Lucy a Santa Carla, una ciudad costera de California afectada por la actividad de las bandas y desapariciones inexplicables. La familia viene a vivir con el padre de Lucy, un extravagante señor que vive en los suburbios de la ciudad y que decora su casa con el resultado de su principal afición: la taxidermia.
El centro de la vida social de la ciudad parece ser el centro comercial. Mientras Lucy consigue un trabajo en una tienda local de videos y electrónica dirigida por un hombre llamado Max, Michael queda fascinado por una joven que ve en la entrada de un concierto. Después de seguirla, la ve subirse en una moto con David, el líder de una de las bandas locales. A la noche siguiente, vuelve a encontrarse con la joven y descubre que se llama Star (Estrella). Cuando se van a marchar juntos en la moto de Mike, David reaparece y le desafía a una carrera. David y su banda se lanzan con sus motos a través de la niebla y desaparecen en unos acantilados donde Michael está a punto de caer. Michael se pelea con David, que se limita a soportar su enfado y ve potencial en él, por lo que lo invita a la guarida de la banda, un viejo hotel que se ha hundido bajo el suelo.
En el hotel, la banda hace que Michael atraviese un inquietante rito de iniciación, y al final hacen que Michael beba de una botella que contiene un extraño líquido oscuro (que resulta ser sangre de vampiro). Entonces, tras considerarle uno de los suyos, la banda se lleva a Michael a un puente atravesado por un ferrocarril, donde se cuelgan de las barras de refuerzo. Uno tras otro se lanzan al vacío, desapareciendo entre la niebla, pero no mueren, sino que Michael escucha su voz invitándole a tirarse. Incapaz de sostenerse más tiempo, Michael termina cayendo también.
Michael despierta en su cama todavía vestido con la ropa de la noche anterior. Está confuso y desorientado. Es mediodía y no tiene ni idea de cómo volvió a casa. Mientras tanto, su hermano pequeño, Sam, conoce a dos chicos de Santa Carla: Edgar y Alan Frog. Los hermanos Frog poseen la tienda local de cómics. Tras descubrir que Sam es un recién llegado a la ciudad, le obligan a llevarse un par de cómics de vampiros, a pesar de sus protestas de que no le gustan los cómics de horror. Le explican que esa lectura un día podría salvarle la vida. Sam se burla de su obsesión por el vampirismo pero comienza a tener sospecha cuando al volver a casa se encuentra con que Michael se comporta de forma extraña, durmiendo durante el día y mostrándose sensible a la luz del sol. Mientras Sam se está bañando, Michael siente una terrible sed de sangre e intenta atacarlo, pero Nanook, el perro de la familia, se lo impide. En ese momento Sam se convence de que Michael se ha convertido en un vampiro cuando ve a su hermano flotando alrededor de la casa. Asustado, Sam llama a los hermanos Frog, que le dicen que debe matar a Michael, pero él se niega a matar a su hermano. Michael vuelve junto a la banda para exigirles explicaciones, y ellos le revelan que en verdad son vampiros, tras lo cual asesinan a un grupo de jóvenes que están celebrando una fiesta en la playa. David le explica a Michael que debe alimentarse de sangre para sobrevivir, pero Michael se niega a matar y se va. Al regresar a la guarida del grupo habla con Star (Estrella), que le revela que realmente ellos dos no son vampiros completos y no lo serán hasta que hayan matado. También le revela que se suponía que Michael iba a ser su primera víctima, pero no fue capaz de matarle. Posteriormente, los dos hacen el amor.
Sam ha descubierto, leyendo los cómics de los hermanos Frog, que si el vampiro jefe es destruido, todos los vampiros subordinados que todavía no hayan alcanzado su “estado completo” recuperarán su forma humana. Tratando de ayudar a su hermano, pide ayuda a los hermanos Frog para tratar de matar al vampiro jefe. Pero descubrirlo demuestra ser difícil, pues no tienen nada claro quién puede ser. Sam y los hermanos Frog sospechan de Max, el dueño de la tienda de electrónica, que ha comenzado a salir con la madre de Sam y al que nunca han visto durante el día, pero cuando la madre de Sam lo invita a cenar y lo someten a una serie de pruebas (ajos, crucifijos), demuestra ser humano. La madre de Sam se muestra enfadada por lo que cree ser una broma de su hijo.
Los jóvenes determinan que uno de los vampiros de la banda debe ser el vampiro jefe. Michael, disgustado por su transformación, se une a ellos para rescatar a Star (Estrella) y a su joven hermano Laddie, que todavía no son “vampiros completos” y en teoría todavía pueden ser salvados de su condición. El grupo viaja a la guarida de la banda y mientras Michael rescata a Star (Estrella) y Laddie, los hermanos Frog y Sam comienzan a buscar vampiros para destruirlos. Descubren a los miembros de la banda durmiendo, colgando del techo como murciélagos. Inseguros de cuál puede ser el vampiro jefe, los hermanos Frog le clavan una estaca en el corazón a Marko, uno de los vampiros, que estalla al morir. El resto de la banda se despierta debido a la conmoción y atacan, obligando a los chicos a retirarse, aunque Sam es casi capturado por David. Esa noche, mientras los grandes están fuera (la madre de Sam ha salido con Max y el abuelo con una viuda), los jóvenes se atrincheran en la casa y se preparan para el asalto de los vampiros. Entre otras cosas roban agua bendita de una iglesia y cargan pistolas de agua para utilizarlas como armas. Esa noche los vampiros de la banda atacan. Con la ayuda del perro Nanook, los defensores acorralan a los vampiros unos tras otro: Sam atraviesa el corazón del vampiro Dwayne con la flecha de una ballesta, Nanook empuja al vampiro Paul en una bañera llena de agua bendita y ajo, y Michael empala a David en las cuernas de un ciervo en el taller de taxidermia de su abuelo. Sin embargo, a pesar de haber acabado con los vampiros de la banda, Michael, Star y Laddie siguen siendo vampiros.
En ese momento, Lucy y Max aparecen. La madre de Michael y Sam se muestra conmocionada por los destrozos causados por los chicos, pero Max revela que realmente es el vampiro jefe: las pruebas que le hicieron los chicos no funcionaron porque había sido invitado a entrar en la casa. También revela que quería convertir a Lucy en su compañera y que su “familia” y la suya se unieran. Lucy está horrorizada pero Max amenaza con matar a Sam si no se une a él. Cuando Max va a morder el cuello de Lucy, el abuelo llega con su jeep y atraviesa la pared de la casa: varios postes de madera afilados han sido amarrados a la parte delantera del vehículo, y uno de ellos atraviesa a Max, destruyéndolo. Mientras los presentes lo miran, confusos y sorprendidos, el abuelo baja del jeep, coge una cerveza de la nevera y dice: Hay sólo una cosa de Santa Carla que nunca he podido aguantar… a esos malditos vampiros.

## Reparto
| Actor             | Personaje                         |
| ----------------- | --------------------------------- |
| Jason Patric      | Michael Emerson                   |
| Kiefer Sutherland | David                             |
| Corey Haim        | Sam Emerson                       |
| Dianne Wiest      | Lucy Emerson                      |
| Barnard Hughes    | Abuelo Emerson                    |
| Edward Herrmann   | Max                               |
| Jami Gertz        | Star (Estrella en América Latina) |
| Corey Feldman     | Edgar Frog                        |
| Jamison Newlander | Alan Frog                         |
| Brooke McCarter   | Paul                              |
| Billy Wirth       | Dwayne                            |
| Alex Winter       | Marko                             |

Keenan Wynn y John Carradine (un veterano de las películas de vampiros) fueron elegidos originalmente para realizar el papel del abuelo. Wynn murió antes de comenzar el rodaje y Carradine se encontraba demasiado enfermo.[cita requerida]
Aunque casi todas las escenas de Kelly Jo Minter fueron eliminadas de la película, y únicamente aparece brevemente por encima del hombro de Lucy en la tienda de electrónica, sigue apareciendo en los títulos de crédito. Sus escenas pueden contemplarse en los extras del DVD especial de 2004 de Lost Boys.

## Producción
El proyecto surgió de las mentes de Janice Fischer y James Jeremias -un par de guionistas que nunca más volvieron a escribir nada reseñable- cuando se les ocurrió hacer una versión de terror de la famosa novela Peter Pan. Tan solo hay que pensar que el título original de la película, The Lost Boys, hace referencia a los Niños Perdidos, los amigos de Peter Pan que le acaban acompañando al País de Nunca Jamás. La película finalmente tan solo tomaría de base el libreto de este dúo, pues sería reescrito por el que acabaría siendo el director, Joel Schumacher, junto a Jeffrey Joam, luego célebre por escribir Indiana Jones y la Última Cruzada. La razón de este cambio, tal y como explicaría más tarde el director, residió en que la película necesitaba hacer gala de cierta sexualidad, a la par que ofrecer una nueva e insólita imagen de los "chupasangres". Para lograr este cambio de "look" lo que hicieron fue borrar la imagen clásica: los vampiros de Jóvenes Ocultos no duermen en ataúdes, ni muerden en el cuello, ni visten de traje, tan solo son un grupo de jóvenes con ganas de pasarlo bien, aunque con, tal vez, métodos poco ortodoxos para conseguirlo.
Si bien la elección del luego realizador de Última Llamada fue en un principio desconcertante, por la poca falta de experiencia del cineasta en el terreno de lo fantástico -sus anteriores films habían sido St. Elmo's Fire, D.C. Cab y The Incredible Shrinking Woman, todos ellos largometrajes inscritos en áreas alejadas del género-, lo cierto es que Schumacher cerró su fichaje por la Universal después de que el proyecto anduviera deambulando por las manos de realizadores de la talla de Richard Donner -productor de la película e interesado en un primer momento en dirigirla luego de su grata experiencia con niños en Los Goonies-, Richard Franklin, cuya contribución más "destacable" al Séptimo Arte fue Psicosis II, aunque acabó desvinculándose del largometraje después de rechazar el primer boceto de Fischer y Jeremias; o Mary Lambert, realizadora de la muy estimable Pet Sematary. 
En cuanto al rodaje, lo cierto es que el film se hizo con la modesta cantidad de 5.200.000 dólares y su filmación transcurrió en su totalidad en Santa Cruz (California), si bien los interiores se recrearon en los platós números 12 y 15 de la Warner en Burbank. Fue allí donde se construyó la cueva de los vampiros, guarida de los villanos, y que se le encomendó a Eric Brevig, técnico de efectos especiales de The Abyss, Hook o Pearl Harbor, y que, al mismo tiempo, fue el que llevó a cabo los trucajes necesarios para que los actores "pudieran" volar.
El reparto estuvo integrado por Jason Patric -hijo de Jason Miller, el Padre Karras en El Exorcista- en el papel de Michael Emerson, el protagonista, un joven que llega a la ciudad californiana de Santa Carla, junto a su hermano Sam (Corey Haim), ignorantes por completo de la historia del lugar y de sus creencias. El principal rol femenino estuvo protagonizado por Jami Gertz en el papel de una chica semi-vampirizada, por la que se jugará el cuello el héroe. Entre los villanos, destacar la participación del entonces poco conocido para el gran público Kiefer Sutherland como el líder de los vampiros, David, un joven rebelde cuya mayor satisfacción es pasarlo bien, aún a base de provocar escándalos y sembrar el caos y el desorden por donde pasa. Kiefer Sutherland sería a la postre el único actor que alcanzaría un cierto éxito. Pero no debemos olvidar al actor cuya intervención en esta película le haría ganar cierta notoriedad y le daría un relativo pero aprovechado éxito. Se trata de Corey Feldman, quien encarna a Edwarg Frog, un joven cazavampiros que junto a su hermano Alan (Jamison Newlander) serán los aliados de Michael en su lucha contra los villanos.
Finalmente, la película acabó recaudando en su momento la nada despreciable cantidad de 32.222.567 dólares en cines solo estadounidenses, a los que habría que sumar 14.100.000 adicionales en conceptos de alquileres de VHS.

## Recepción
The Lost Boys fue muy bien recibida en los cines de los Estados Unidos, recaudando más de 32 millones de dólares –un buen resultado para una película de horror clasificada R, especialmente en esa época.
Ganó el premio Saturn a la mejor película de horror de 1987. La película formaba parte de la tendencia de la década de 1980 por adaptar la figura del vampiro a la audiencia del momento. Otras películas similares son Near Dark (Los viajeros de la noche, 1987) y Fright Night (Noche de Miedo, 1985)

## La novela
Como ocurrió con otras muchas películas de la época, el escritor Craig Shaw Gardner recibió una copia del guion y se le pidió que escribiera una novela corta que acompañara al lanzamiento de la película. El resultado fue un libro de 220 páginas publicado por Berkley Publishing en 1987. Este libro incluye varias escenas que se eliminaron de la película, como Michael trabajando para conseguir dinero para comprarse su cazadora de cuero. También extiende la aparición de los Nazis del Surf, los pandilleros enfrentados a los Jóvenes Ocultos, que en la película fueron sustituidos por víctimas anónimas. Además incluye otros elementos folklóricos asociados al vampirismo, como la incapacidad de cruzar agua corriente, o el efecto de la sal en sus cuerpos. Este libro se ha convertido en una pieza de coleccionista y su precio se estima entre los 20-150 $.

## Las secuelas y los cómics
Los guiones para secuelas comenzaron a circular ya desde finales de la década de 1980 y Joel Schumacher hizo varios intentos de rodar la continuación durante la década de los noventa, pero no lo consiguió. 
En la primera película, “David” (Kiefer Sutherland) es empalado en un par de astas de ciervo pero no se desintegra como los demás vampiros. Pese a lo que dice Max, realmente no parece muerto; se suponía que esta escena iba a ser el gancho para una secuela, The Lost Girls, que fue escrita pero no llegó a rodarse.  En la segunda película se señala que un vampiro resulta destruido si cualquier cosa atraviesa su corazón, no solo una estaca de madera. David no aparece en Jóvenes Ocultos II pero aparece justo antes de los créditos en una pequeña escena que se cree puede ser el preludio de una tercera película.
Finalmente, más de veinte años después de la película original apareció  Lost Boys: The Tribe (Jóvenes Ocultos II: Vampiros en el surf / Generación Perdida: La Tribu). Corey Feldman repitió su papel de Edgar Frog, con cameos de Jamison Newlander y Corey Haim como Alan Frog y Sam Emerson, respectivamente.
La secuela comenzó a rodarse en Vancouver en junio de 2007. Al principio Warner Bros había anunciado que produciría varias secuelas con lanzamiento directamente a vídeo, entre las que se incluía “Jóvenes Ocultos”.

La segunda secuela, que también es la tercera y última entrega de la trilogía, llevó por título The Lost Boys: The Thirst (Generación Perdida: La Sed), fue dirigida por Dario Piana y protagonizada por Corey Feldman, Tanit Phoenix y Jamison Newlander.
El rodaje comenzó en Sudáfrica en noviembre de 2009. En esta secuela, Corey Feldman y Jamison Newlander repiten sus papeles de nuevo como Edgar y Alan Frog. Corey Haim había confirmado que participaría en la película porque iba a estar muy ocupado y manifestó, eso sí, su intención de volver para una cuarta película, pero falleció en marzo de 2010.
Warner Premiere decidió distribuir directamente la película en formato de video, en DVD y Blu-ray, el 12 de octubre de 2010.
Tuvo una acogida negativa por parte de la crítica y actualmente tiene una calificación de cero por ciento en opinión del sitio Rotten Tomatoes. 
Entre las repercusiones a posteriori que tuvo el film no nos debería escapar la serie gráfica creada por Hans Rodionoff y dibujada por Joel Gómez, de nombre Lost Boys: Reign of Frogs, en la que se narraban nuevos casos de los hermanos Frog. Un cómic, en el que por cierto David reaparece, hecho que sirve como precuela para Jóvenes Ocultos II.

## Música
Thomas Newman  compuso la banda sonora de la película para que fuera una mezcla de orquesta y órgano junto a varias canciones como  Good Times, un dueto entre INXS y Jimmy Barnes, ex –cantante del grupo Cold Chisel, que alcanzó el n.º 1 en las listas de éxito de Australia a principios de 1987. Esta canción de la banda sonora es la versión de un éxito musical australiano de la década de 1960 interpretado por lo Easybeats.
I still believe es una canción que aparece tanto en la película como en la banda sonora. El autor Tim Capello hace una pequeña aparición en la película tocando la canción en una avenida de Santa Carla, con su saxofón y mostrando sus músculos.
En la banda sonora de la película también se incluye una versión de la canción  People are strange del grupo The Doors, interpretada por Echo & the Bunnymen. La versión que suena en la película está abreviada y tiene un arreglo musical ligeramente diferente.
Lou Gramm, el cantante de la banda Foreigner, grabó la canción  Lost in the Shadows para la banda sonora, con un pequeño video musical con imágenes de la película.

La canción principal de la película, Cry Little Sister, fue originalmente grabada por Gerard McMahon (bajo el seudónimo de Gerard maman) para la banda sonora, y posteriormente relanzada en su propio álbum, G Tom Mac en el año 2000.En “Jóvenes Ocultos II”, la canción Cry Little Sister fue grabada por Aiden, una banda de Seattle.

### Canciones no incluidas en la banda sonora
- "Walk This Way" - Run-D.M.C./Aerosmith
- "Ain't Got No Home" - Clarence 'Frogman' Henry
- "Groovin'" - The Rascals
- "Some Other Day"
- "Crazy Old Soldier" - Troy Seals